# Waterloo Bridge (1940)
Waterloo Bridge é um filme norte-americano de 1940 dirigido por Mervyn LeRoy, baseado na peça homônima de Robert E. Sherwood. O filme é uma refilmagem do original de 1931, Waterloo Bridge (1931).

## Sinopse
Durante os bombardeios da 1ª Guerra Mundial, jovem bailarina conhece oficial britânico, apaixonam-se e marcam casamento. No entanto ele desaparece e ela o considera morto.

## Elenco
- Vivien Leigh	 … 	Myra
- Robert Taylor	 … 	Roy Cronin

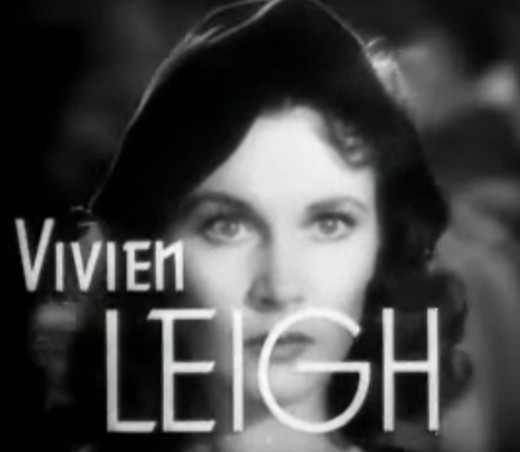
Vivien Leigh como Myra Lester.

- Lucile Watson	 … 	Lady Margaret Cronin
- Virginia Field	 … 	Kitty
- Maria Ouspenskaya	 … 	Madame Olga Kirowa
- C. Aubrey Smith	 … 	O duque
- Janet Shaw	 … 	Maureen
- Janet Waldo	 … 	Elsa
- Steffi Duna	 … 	Lydia
- Virginia Carroll	 … 	Sylvia
- Leda Nicova	 … 	Marie
- Florence Baker	 … 	Beatrice
- Margery Manning	 … 	Mary
- Frances MacInerney	 … 	Violet
- Eleanor Stewart	 … 	Grace

## Prêmios e indicações
Oscar (1941)
- Indicado

Melhor fotografia
Melhor trilha sonora (Herbert Stothart)